# Farsleben
Farsleben è una frazione della città tedesca di Wolmirstedt, nella Sassonia-Anhalt.

Conta (2006) 965 abitanti.

## Storia
Farsleben fu nominata per la prima volta nel 1197.

Costituì un comune autonomo fino al 1º gennaio 2009.